# Chiesa di San Luca (Pavia)
La chiesa di San Luca è una chiesa di Pavia, affacciata su Corso Giuseppe Garibaldi, all'interno del centro storico.

## Storia

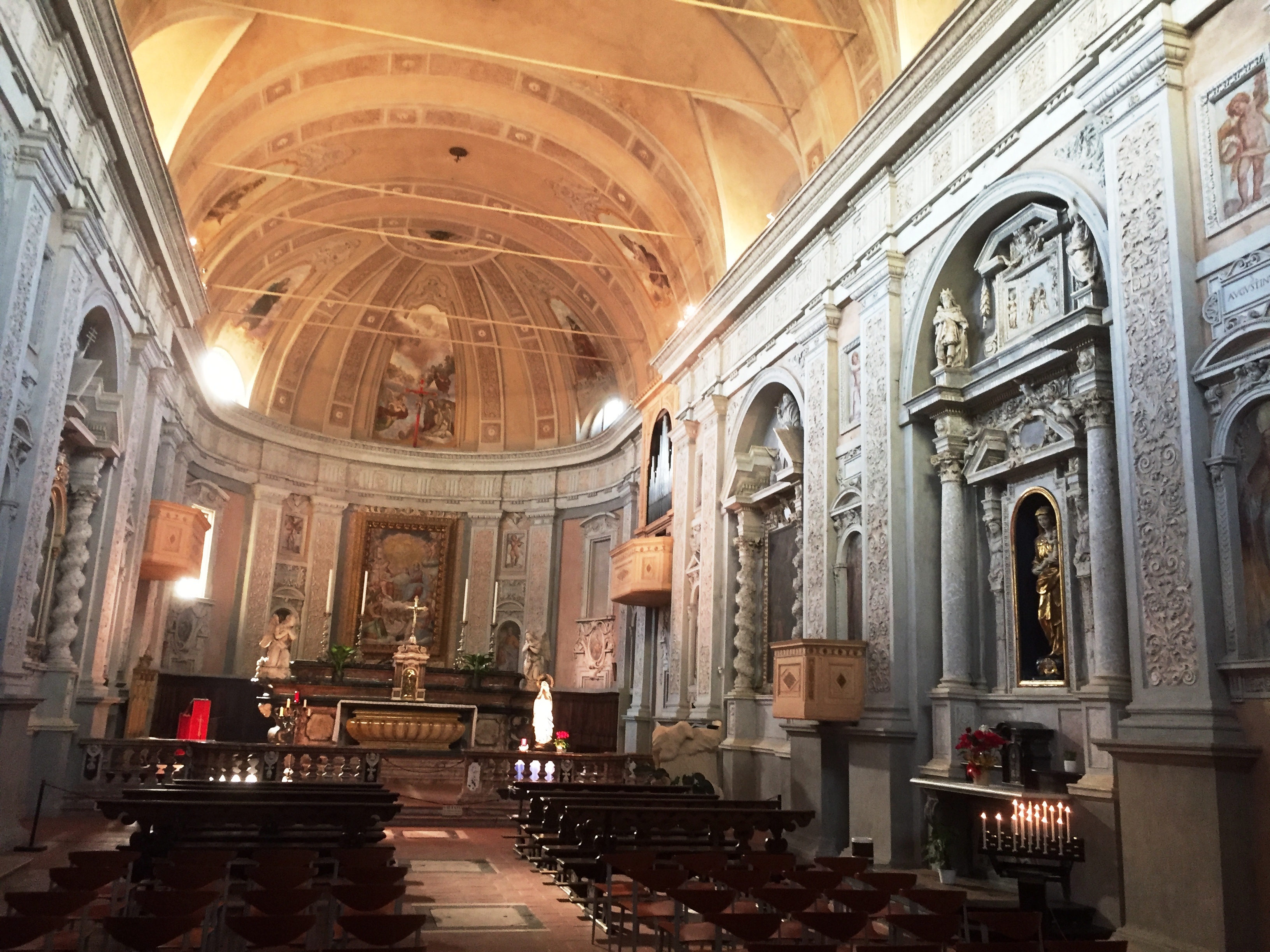
interno della chiesa

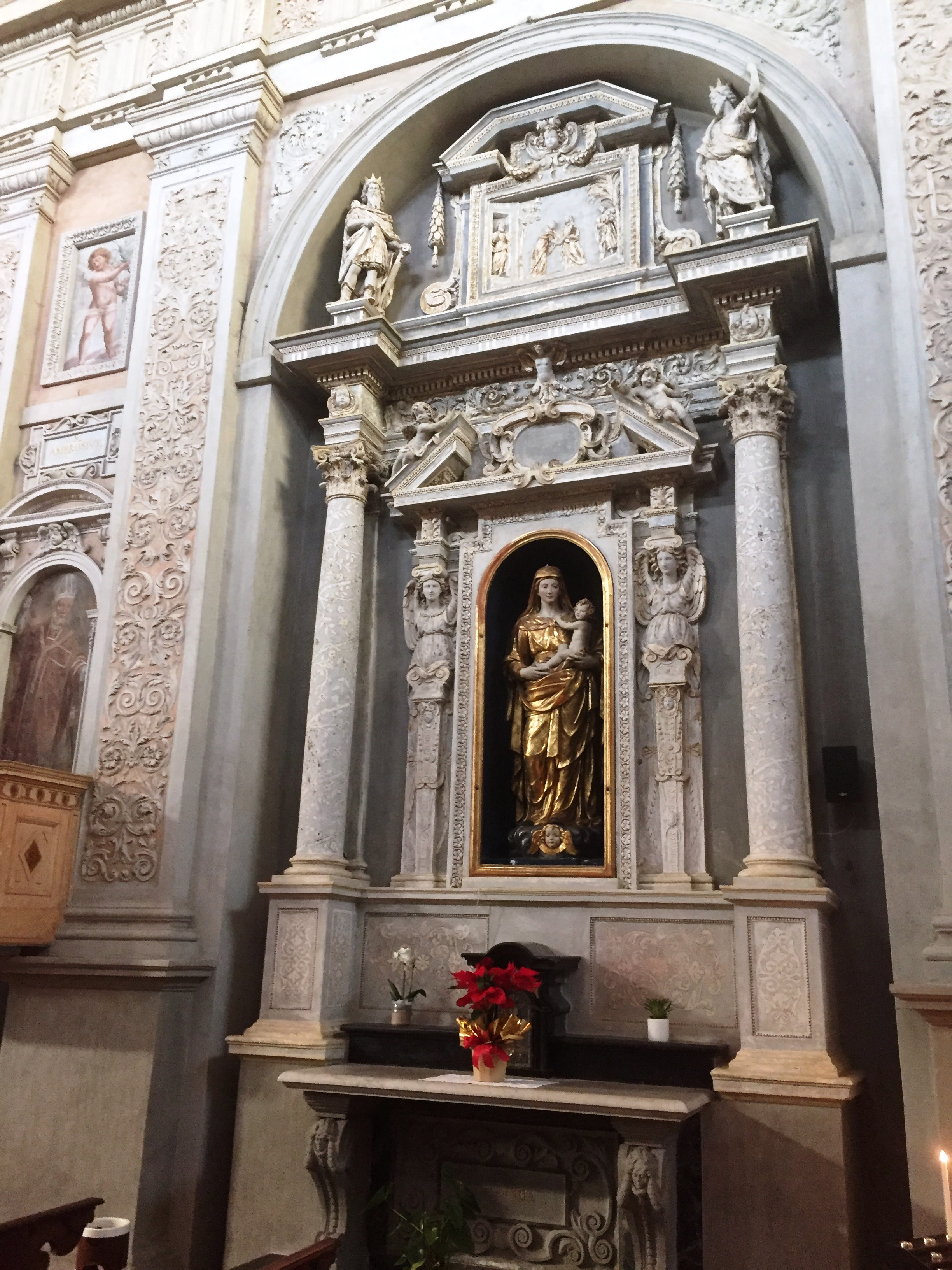
L'altare della Vergine.

Nella zona sorgeva, almeno dai primi decenni del Trecento, una chiesa dedicata a San Luca, l'edificio, più volte ricostruito, era sede, nel XVI secolo della confraternita dei Disciplini. Intorno agli ultimi decenni del Cinquecento, la chiesa si trovava in pessime condizioni, per tali motivi, alcuni fedeli acquistarono un sedime presso l'edificio dove fu realizzato il nuovo oratorio. Nel 1586 il vescovo Ippolito de Rossi pose la prima pietra della nuova struttura, che venne consacrata nel 1609, quando ancora mancavano il campanile e la sacrestia. La sacrestia, dotata di preziose armadi barocchi, fu ultimata nel 1611, mentre il campanile fu realizzato nel 1619. La chiesa fu progettata in base ai nuovi dettami emersi durante il concilio di Trento, connotati da esigenze di chiarezza e funzionalità nello sviluppo planimetrico e di sobrietà ed assenza di virtuosismi decorativi nella facciata. Diversamente da molti altri edifici religiosi, la facciata è rivolta a nord e non sull'asse est- ovest, così da permettere alla chiesa di affacciarsi alla strada che portava a porta Santa Giustina, dove passava la via Francigena, rendendo così l'edificio facilmente individuabile dai pellegrini, per i quali, presso sul fianco ovest della chiesa, era stata predisposta una casa, poi ingrandita nel 1726, per assisterli e alloggiarli. La Confraternita venne soppressa nel 1790.

## Descrizione
La chiesa presenta infatti un'unica navata ed è isolato dalle case circostanti grazie a due stretti vicoli. La facciata, dotata di un piccolo sagrato, è intonacata e di gusto tardo cinquecentesco, presenta due ordini di paraste ed un poderoso timpano, i suoi capitelli sono decorati con delle croci, emblema del pellegrinaggio, mentre in alto, dove si interrompe il timpano, vi è la figura, a bassorilievo del bue, simbolo di San Luca. Internamente la chiesa è arricchita da numerosi stucchi realizzati tra XVI e XVII secolo, mentre il pavimento, in cotto, conserva le lastre tombali dei confratelli e delle consorelle. Le pareti sono scandite da paraste binate su alti zoccoli, decorate da fitti intrecci vegetali a stucco su fondo colorato, e profilate superiormente dalla trabeazione ben rilevata a dell’architrave a metope e triglifi. La chiesa è dotata di sei altari laterali, addossati a nicchie laterali poco profonde, ornati con colonne a torciglione, tralci di viti, timpani spezzati, bassorilievi e statue, probabilmente realizzati da Ludovico Corte nel 1625. Il primo altare di destra è dedicato a Sant’Agata e fu commissionato nel 1610 dal paratico dei tessitori, la pala d’altare, opera di Carlo Antonio Bianchi, raffigura San Pietro che medica Sant’Agata. Il secondo, del Crocifisso, si caratterizza per una decorazione barocchetta diversa rispetto agli altri, fu infatti realizzato nel 1753 e conserva il crocefisso ligneo portato in processione a Roma da 38 confratelli durante il giubileo del 1750. Sulla stessa parete vi è poi l’altare dedicato a San Gaetano da Thiene, originariamente intitolato a San Pio I, del quale conserva ancora la statua sulla sua sommità. Il primo altare di sinistra è dedicato a San Filippo Neri e conserva una pala di Carlo Antonio Bianchi, dipinta nel 1754, raffigurante la Madonna col Bambino e San Filippo Neri. Vi è poi l’altare della Vergine, l’unico non dotato di colonne tortili, arricchito da una statua della Vergine dipinta del primissimo seicento. L’altare di San Raffaele originariamente era dedicato a San Luca e dal 1819 ospita una pala nella quale sono dipinti San Raffaele e Santa Felicita, opera di un anonimo pittore lombardo secentesco, proveniente dalla soppressa chiesa di San Giovanni in Borgo. Gli affreschi del coro con la Santissima Trinità e i santi distribuiti nelle nicchie, sono opera seicentesca di Giovanni Francesco Romani, mentre altri affreschi furono realizzati da Giovanni Battista della Rovere. Sopra la porte centrale Giuseppe Crastona affrescò la Santissima Trinità e un gruppo di pellegrini. L'altare maggiore, in marmo e decorato con statue raffiguranti figure angeliche, fu ultimato nel 1699. La chiesa conserva un organo a trasmissione meccanica realizzato da Angelo Amati nel 1835.